# 德米特里·霍尔瓦特
德米特里·列昂尼多维奇·霍尔瓦特（俄语：Дмитрий Леонидович Хорват；1858年7月25日—1937年5月16日），俄罗斯帝国中将、铁路工程师，俄国白军领导人，曾担任东清铁路管理局局长。

## 生平
1917年底，被东清铁路附属地的俄国工人和士兵组建的哈尔滨工兵代表苏维埃解除职务。1920年3月，霍尔瓦特流亡北京，携家眷到北京东交民巷奥地利公使馆寻求庇护，直至1937年病逝于北平。